# 鴻池留衣
鴻池 留衣（こうのいけ るい、1987年（昭和62年）2月1日 - ）は、日本の小説家。埼玉県川口市出身、東京都在住。埼玉県立熊谷高等学校卒業、慶應義塾大学文学部仏文科中退。

## 経歴・人物
高校時代は帰宅部で、放課後は熊谷、深谷周辺の工業団地などを徘徊していた。
mixiで友人を楽しませようと自分が主人公の架空日記を書いているうちに、「小説を書きたい」という思いが募り、物語を書くようになった。
その後、大井町に住んでいる頃、ある日アパートの玄関から出て、ドアに鍵をかけた拍子にふと、「小説家になろう」と胸の中で呟き、小説家になることを決めた。
2016年、「二人組み」で第48回新潮新人賞を受賞しデビュー。2019年、「ジャップ・ン・ロール・ヒーロー」で第160回芥川龍之介賞候補。
2010年頃、新橋の築地仲卸業者直営の居酒屋チェーンで勤務しており、「ナイス・エイジ」「スーパーラヴドゥーイット」では同店舗をモデルとした店が登場する。
好きな小説は谷崎潤一郎の「春琴抄」で、いつも傍に置いておきたいと思うくらいに好き。

## 作風等
デビュー作の「二人組み」は、「自意識の強い中学生男子にとって、本来ならば他人に最も見られたくないものを見せるに至るまでの物語にできないか？」というテーマで書かれた。
芥川賞候補になった「ジャップ・ン・ロール・ヒーロー」はウィキペディアからの転載という体裁の小説で、インターネット社会のポストトゥルースをテーマとしていると評された。
「フェミニストのままじゃいられない」は『読売新聞』2021年11月30日付「文芸月評」において「虚構が現実を変えていく瞬間を捉えた作品」と評された。

## 作品リスト

### 単行本
- 『ナイス・エイジ』（新潮社、2018年1月、ISBN 978-4-10-351461-9 ）
  - 「ナイス・エイジ」 - 『新潮』2017年7月号
  - 「二人組み」 - 『新潮』2016年11月号
- 『ジャップ・ン・ロール・ヒーロー』（新潮社、2019年1月、ISBN 978-4-10-351462-6）
  - 「ジャップ・ン・ロール・ヒーロー」 - 『新潮』2018年9月号

### 雑誌掲載作品

#### 小説
- 「最後の自粛」 - 『新潮』2020年6月号
- 「わがままロマンサー」 - 『文學界』2020年12月号
- 「スーパーラヴドゥーイット」 - 『すばる』2021年2月号
- 「フェミニストのままじゃいられない」 - 『文學界』2021年12月号
- 「じゃじゃ馬ロマンサー」 - 『文學界』2022年4月号
- 「すみれにはおばけがみえた」 - 『すばる』2023年3月号
- 「はじめての心中」 - 『新潮』2023年8月号
- 「すべてを抱きしめる」 - 『新潮』2024年10月号

#### エッセイ・書評・その他
- 「読書日録」 - 『すばる』2018年4月号 - 6月号
- 「ネットと、その不確かな壁」（ばるぼら+さやわか『僕たちのインターネット史』） - 『新潮』2017年9月号
- 「悪夢」（中村文則『R帝国』」書評） - 『新潮』2017年11月号
- 「終らないアドベンチャーゲーム」（舞城王太郎『私はあなたの瞳の林檎』『されど私の可愛い檸檬』書評）[6] - 『文藝』2019年春季号
- 「令和元年のスペースボール」 - 『新潮』2019年6月号
- 「クルマとオーナーの悲劇的関係」（羽田圭介『ポルシェ太郎』書評） - 『文學界』2019年7月号
- 「なぜ自分は特別なのか」（上田岳弘『キュー』書評） - 『すばる』2019年8月号
- 「作家論 阿部和重について語るときに作り話の語ること」 - 『文學界』2019年10月号
- 「50人による『私の偏愛書』」 - 『すばる』2020年1月号
- 「シネマ2019」 - 『群像』2020年2月号
- 「こんなことしてていいのか日記」 - 『すばる』2021年4月号 - 6月号
- 「犬派の逆襲」（太田靖久〈小説〉、金川晋吾〈写真〉『犬たちの状態』書評） - 『すばる』2021年8月号
- 「シン・ウルトラマンのエロさ」 - 『新潮』2022年7月号
- 「シン・仮面ライダーのエロさ」 - 『文學界』2023年5月号
- 「思い出すということ」（千葉雅也『エレクトリック』書評) - 『文學界』2023年8月号
- 「いい子はくさったまんこの夢を見るか」（高瀬隼子『いい子のあくび』書評） - 『新潮』2023年10月号